# Neocuphocera
Neocuphocera är ett släkte av tvåvingar. Neocuphocera ingår i familjen parasitflugor.
Kladogram enligt Catalogue of Life:
| Neocuphocera | \| \| Neocuphocera nepos \| \| \| \| \| \| Neocuphocera orbitalis \| \| \| \| |
|              | \| \| Neocuphocera nepos \| \| \| \| \| \| Neocuphocera orbitalis \| \| \| \| |
|              | Neocuphocera nepos                                                            |
|              |                                                                               |
|              | Neocuphocera orbitalis                                                        |
|              |                                                                               |